# Содомия
Содомия (от среднов. лат. sodomia, през фр. sodomie) се нарича полов акт, който не е пенално-вагинален, напр. оралния или аналния секс, както и сексуалният акт между човек и животно. Терминът е с библейски произход и реферира към разказа за Содом и Гомор в Стария завет, разказан в глави 18 и 19 на книгата Битие.
Под влияние на религията антисодомитските норми са били възприети и в държавното законодателство (основно в християнските и ислямските държави), като инкриминирали не само горепосочените, но и други форми на социално неодобрявано сексуално поведение. Едва от края на XIX век започва трайна тенденция тези закони да бъдат отменяни в стремежа да се гарантира свободата на личния живот на гражданите.

## Етимология
Думата содомия произлиза от името на древния град Содом, който според Библията (Битие 19) и Корана (7:81 – 84) бил разрушен от Бог заради греховете на жителите му.

## История
Терминът содомия е средновековен артефакт – няма открити данни за употребата му преди XI век.
Старозаветната история разказва, че Содом бил разрушен поради разгулния и развратен живот на жителите си. Пример за него е описан в Битие 19, където жителите на града правят опит за групово изнасилване на група чужденци – мъже, приютени в града им от техен съгражданин. По тази причина традиционните интерпретации на текста свързват хомосексуалността с понятието содомия. Тази интерпретация обаче е оспорвана от теоретици като Джон Босуел и други, поради неясноти в превода. Освен това, според други библейски книги, греховете на Содом били много и различни, а горният пример, ако се счита за един от тях, е само една илюстрация. В Езекиил 16:48 – 50 се казва:
Жив съм Аз, казва Господ Бог; дори Содома, сестра ти, и дъщерите ѝ не вършиха това, що ти върши и твоите дъщери. Ето, в какво се състоеше беззаконието на сестра ти Содома и на дъщерите ѝ: в гордост, пресищане, празност, и тя не подкрепяше ръката на сиромах и нужделив. И възгордяха се те и вършиха гнусотии пред Моето лице, и, като видях това, Аз ги отхвърлих.
Историята за разрушението в Битие е историята за праведния Лот, който бил посетен в дома си от два ангела. Жителите на града, научавайки за гостите на съгражданина си (без да им е известно, че са божи пратеници), обградили дома му и поискали от Лот да им ги предаде, за да ги „познаят“, под което се разбира интимна близост (използваната дума „яда“, ידע, се ползва в старозаветния текст като евфемизъм за сексуални действия; вж. Битие 4:17). Впоследствие Бог спасил Лот и засипал с „огън и жупел“ покварените градове.